# Odynoke
Odynoke (ukr. Одиноке; hist. Einsiedel) – wieś na Ukrainie, w obwodzie lwowskim, w rejonie lwowskim (wcześniej w rejonie pustomyckim). W 2001 roku liczyła 176 mieszkańców.

## Historia
Wieś Einsiedel została założona w 1786 roku w procesie kolonizacji józefińskiej przez niemieckich mennonitów na gruntach wsi Serdyca. Cesarz Józef II odwiedził wieś w 1786 otrzymując tomik poezji dziękczynnej. Początkowo mennonici byli wbrew ich własnej woli traktowani jako luteranie, własny zbór założyli oni dopiero w 1909 roku, kiedy liczba mennonickich rodzin przekroczyła w Einsiedel i sąsiednim Falkensteinie ustawową liczbę 100.
W II Rzeczypospolitej miejscowość stanowiła początkowo samodzielną gminę jednostkową. 1 sierpnia 1934 roku w ramach reformy na podstawie ustawy scaleniowej została włączona do zbiorowej gminy wiejskiej Ostrów w powiecie lwowskim, w województwie lwowskim. W 1921 roku gmina Einsiedel liczyła 321 mieszkańców (157 kobiet i 164 mężczyzn) i znajdowało się w niej 56 budynków mieszkalnych. 126 osób deklarowało narodowość ukraińską (rusińską), 119 – niemiecką, 73 – polską, 3 – żydowską. 128 osób deklarowało przynależność do wyznania greckokatolickiego, 119 – do ewangelickiego, 71 – do rzymskokatolickiego, 3 – do mojżeszowego.
11 maja 1939 roku zmieniono nazwę wsi na Średnia. Po II wojnie światowej miejscowość weszła w struktury administracyjne Związku Radzieckiego i została przemianowana na Odynoke.
Według danych z 2001 roku 100% mieszkańców jako język ojczysty wskazało ukraiński.